# Emilie Rettich
Emilie Rettich, verheiratete Merelli, (* 10. März 1834 in Dresden; † 12. September 1901 in Wien) war eine österreichische Sängerin (Koloratursopran) und Schauspielerin.

## Leben
Emilie Rettich war das einzige Kind des Schauspielerehepaars Julie Rettich und Karl Rettich. Sie war zunächst protestantisch, konvertierte aber am 18. April 1850 zur katholischen Kirche.
Am 15. November 1855 trat sie im Rahmen einer Wohltätigkeits-Akademie im Kärntnertor-Theater erstmals an die Öffentlichkeit. Anschließend war sie im Winter 1855/56 am Teatr Wielki in Warschau engagiert, wo sie in Giuseppe Verdis Oper Nabucco erfolgreich debütierte. Im Herbst 1856 wechselte sie an das Theater in Breslau. Anschließend fand sie ein Engagement am Teatro alla Scala in Mailand, wo sie vermutlich ihren zukünftigen Ehemann kennenlernte.
Am 18. November 1857 heiratete sie in Venedig den aus Mailand stammenden Impresario des Teatro La Fenice in Venedig, Eugenio Merelli (1825–1882), einen Sohn von Bartolomeo Merelli (1794–1879), der seit 1836 Pächter des Kärntnertor-Theaters war.
Später zog sie mit ihrem Mann gänzlich nach Mailand, nahm die italienische Staatsbürgerschaft an, und machte am Teatro alla Scala eine glänzende Karriere als Sängerin, wo sie unter dem Namen „Madame Redi“ auftrat.
Unter dem Künstlernamen „Mad. Redi“ wirkte sie auch in einem Konzert mit, das Clara Schumann am 19. Juni 1865 in London gab.
Nach dem Tode ihres Mannes zog sie sich von der Bühne zurück und kehrte um 1885 nach Wien zurück. Zuletzt lebte sie dort in der Schulerstraße 10, wo sie „ohne Hinterlassung einer letztwilligen Anordnung“ starb.

## Familie
Emilie Merelli geb. Rettich hatte zwei Kinder, Karoline und Friedrich, die in Wien bei ihren Großeltern väterlicherseits aufwuchsen.